# Дробов, Василий Петрович
Васи́лий Петро́вич Дро́бов (1885—1956) — русский и советский ботаник, специалист по флоре Средней Азии.

## Биография
Родился 30 июля 1885 года[по какому календарю?] в Томашове Люблинской губернии. Учился в Петербургском лесном институте, в 1912 году стал учёным лесоводом 1-го разряда. С 1918 года преподавал в Среднеазиатском государственном университете, в 1920 году был назначен заведующим кафедрой ботаники.
В 1930 году возглавил кафедру ботаники Ташкентского сельскохозяйственного института, где работал до своей смерти. В 1938 году защитил диссертацию на соискание степени доктора биологических наук. Издал несколько работ по флоре Средней Азии и Сибири, в 1945 году получил звание заслуженного деятеля науки Узбекской ССР.
Принимал участие в написании 4-го и 5-го томов «Флоры Узбекистана».
Скончался 27 августа 1956 года. Похоронен на Боткинском кладбище в Ташкенте.
Образцы злаков, собранные Дробовым в Средней Азии, имеются в гербариях Гарвардского университета, Ботанического сада Миссури, Эдинбургского ботанического сада.

## Некоторые виды растений, названные в честь В. П. Дробова
- Agropyron drobovii Nevski, 1932 [≡ Elymus drobovii (Nevski) Tzvelev, 1972]
- Allium drobovii Vved., 1923
- Calligonum drobovii Bondarenko, 1959
- Hedysarum drobovii Korotkova, 1947
- Lagochilus drobovii Kamelin & Tzukerv., 1983
- Phlomis drobovii Popov, 1954